# Granderroble

## Granderroble
Granderroble es el barrio más oriental en la parroquia de Quintueles, sita en el Concejo de Villaviciosa de Asturias (España). Cuenta con una extensión aproximada de 65 hectáreas, de las cuales la mayor parte es terreno forestal que desciende hasta el cauce del río España. Limita al oeste con la vecina parroquia de Arroes, al norte con Quintes, al Nordeste con el barrio de Friuz de Quintueles y al Sureste con otro barrio de Quintueles, Los Pisones. La población se encuentra en general dispersa, con dos núcleos de mayor densidad, uno en las cercanías de La Venta de la Esperanza y otro frente a la fábrica de Industrias Granderroble S.A. 
Sus dos lugares de referencia son la fábrica de la citada empresa Industrias Granderroble S.A. y la capilla de Nuestra Señora de las Nieves.

## Fiestas de Granderroble
Este barrio cuenta con una Comisión de Festejos propia, independiente, que organiza las fiestas en honor a la Virgen de las Nieves, el 5 de agosto. Estas fiestas tienen gran tradición en la zona, hasta Gijón, acercándose romeros a la ermita de Granderroble a la celebración de una misa de campaña, al aire libre, para continuar con bailes folklóricos y comida campestre, algo que se sigue celebrando hoy en día. Tras un breve parón, en 1983 se formó la actual comisión. En 1995 se celebró la primera Bonitada, una cena a base de bonito a la plancha con verbena a continuación que tiene lugar el primer fin de semana del mes de agosto. 

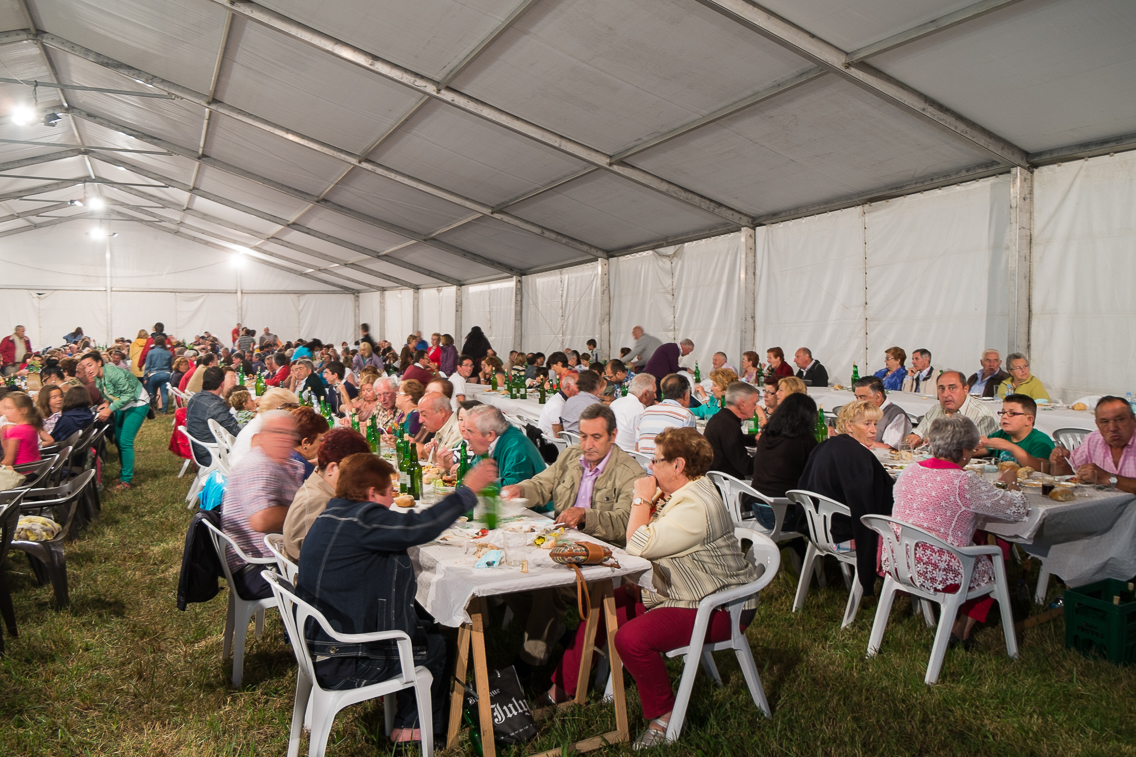
rigth